# PUDER oder: Sleeping Beauty in the Valley of the Wild, Wild Pigs

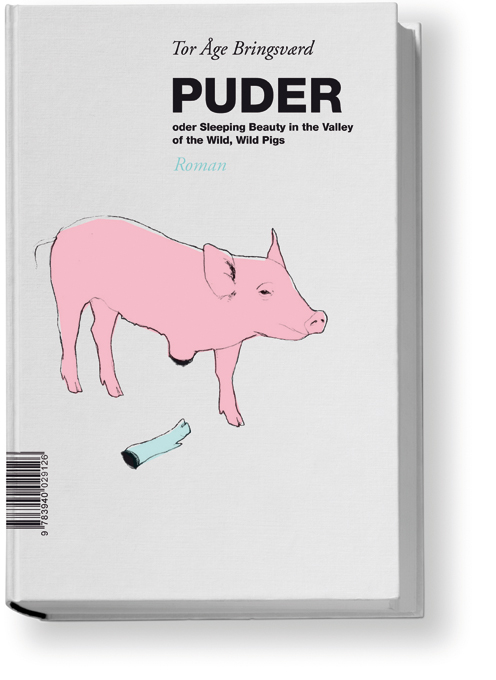
Cover der deutschen Erstausgabe von PUDER

PUDER oder: Sleeping Beauty in the Valley of the Wild, Wild Pigs (Originaltitel: Pudder? Pudder!) ist ein Roman des norwegischen Schriftstellers Tor Åge Bringsværd. Das Buch wurde 2001 in Norwegen veröffentlicht, die deutsche Erstübersetzung ist im Oktober 2008 bei dem Berliner Independent-Verlag Onkel & Onkel erschienen. 
Der Roman bewegt sich zwischen Krimi, Science-Fiction und dystopischer Gesellschaftssatire. Das thematische Spektrum ist vielfältig; es umfasst etwa die Themen Identität, Technologie, Überwachung, Kloning, Schönheitschirurgie, Totalitarismus, Umweltschutz, Globalisierung und Gleichberechtigung. 

## Inhalt
Die Erzählung spielt in naher Zukunft: Das heutige Oslo ist in Form eines gigantischen Vergnügungsparks namens „Alte Zeiten“ innerhalb des zukünftigen Oslo konserviert. Die Menschen genießen den Segen der modernen Technik. Geschlecht, Alter und Aussehen können selbst bestimmt werden, das heißt, wer etwa keine Lust mehr auf sein momentanes biologisches Geschlecht hat, unterzieht sich kurzerhand einer „Fluxumwandlung“ genannten Prozedur.
Die Hauptperson des Romans, P, arbeitet als „Handlungsskizzierer“ bei „Symposium“, einem Verlagskonzern. Während die eigentliche Schreibarbeit von Computerprogrammen geleistet wird, besteht Ps Aufgabe darin, die Handlungen der Romane mit irrationalen Elementen anzureichern, damit sie nicht zu glatt verlaufen und „menschlicher“ wirken. 
Privat pflegt P abstruse Theorien, etwa die, dass die gesamte Menschheit eine intergalaktische Schweineherde ist, die sich hier auf der Erde versteckt hält. Bald allerdings wird klar, dass P ein Geheimnis in sich trägt, das nicht nur vor ihm (bzw. ihr) selbst verborgen ist, sondern das vor allem auch das Interesse anderer auf sich zieht. So registriert P, dass selbst ihm/ihr am nächsten stehende Personen sich plötzlich verdächtig benehmen. Um dem Geheimnis auf die Spur zu kommen, muss er/sie sich auf eine gefährliche Reise in die Abgründe der Zukunftsgesellschaft begeben.

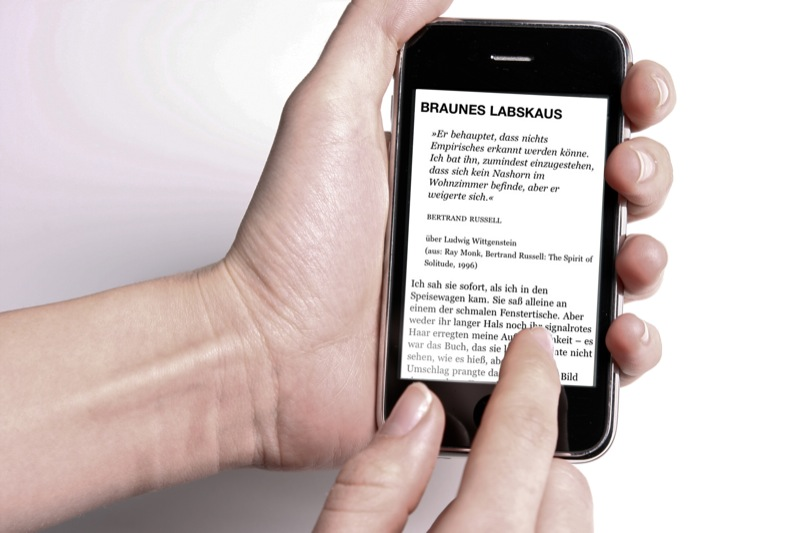
PUDER als E-Book

## Bemerkenswertes
Die deutsche Übersetzung von PUDER ist der erste Roman weltweit, der gleichzeitig als gedrucktes Werk im Buchhandel und via textunes als E-Book für iPhone und iPod touch veröffentlicht wurde. Er kann somit ähnlich wie Musik ohne weitere Registrierung z. B. bei iTunes heruntergeladen werden.